# 激甚
| ウィキペディアには「激甚」という見出しの百科事典記事はありません（タイトルに「激甚」を含むページの一覧/「激甚」で始まるページの一覧）。 代わりにウィクショナリーのページ「激甚」が役に立つかもしれません。 |